# Tribe de William & Mary
La Tribe de William & Mary sont les équipes sportives du College de William & Mary de Williamsburg. Ce nom fait référence à l'unité et à la camaraderie dont font preuve les étudiants-athlètes William & Mary lors de compétitions en classe et sur le terrain. La mascotte de l'école, est un griffon dénommé Griffin. L'animal mythique reflète l'histoire héraldique de l'école et évoque des symboles de l'Amérique coloniale et nationale.
William & Mary remporte deux championnats nationaux par équipes (en tennis masculin), les championnats AIAW en golf féminin, les championnats NAIA en gymnastique féminine, treize championnats USA Gymnastics Collegiate et de nombreux championnats nationaux individuels. Le collège a plus de championnats de conférence que n'importe quelle autre école de la Colonial Athletic Association. À la fin de l'année universitaire 2010-2011, la tribu avait remporté 101 championnats de conférence. Depuis le début du programme sportif, il y a eu plus de 159 titres de conférences au total.
William & Mary est la deuxième université la plus ancienne des États-Unis. Depuis la création de son programme sportif en 1893, les athlètes de l'école portent des couleurs et des surnoms différents. De 1893 à 1909, les joueurs de football de William & Mary sont connus sous le nom d’Orange and White ; cela reflète les couleurs officielles de l'école à cette époque. De 1910 à 1916, les couleurs de l'équipe changent et le nouveau surnom, The Orange and Black, en témoigne. De 1916 au milieu des années 1980, les équipes sportives William & Mary sont connues sous le nom d'Indians pour refléter la première histoire amérindienne dans la région. Depuis 1978, les équipes de l'école sont simplement connues sous le nom de Tribe. Au cours de l'année scolaire 2006-2007, Gene Nichol (en), président du collège, retire deux plumes tribales du logo sportif William & Mary afin de mettre le programme en conformité avec les nouvelles réglementations de la National Collegiate Athletic Association (NCAA) . Le 6 avril 2010, après discussion et sondage, le griffon est annoncé comme la nouvelle mascotte de l'école.

## Sports pratiqués
William & Mary comprend 21 équipes sportives dont dix masculines et onze féminines.
| Équipes masculines | Équipes féminines |
| ------------------ | ----------------- |
| Baseball           | Basket-ball       |
| Basket-ball        | Cross-country     |
| Cross-country      | Hockey sur gazon  |
| Football américain | Golf              |
| Golf               | Gymnastique       |
| Gymnastique        | Lacrosse          |
| Football           | Football          |
| Natation           | Natation          |
| Tennis             | Tennis            |
| Athlétisme*        | Athlétisme*       |
|                    | Volley-ball       |

*L'athlétisme comprend les équipes en salle et en plein air.

### Baseball
Dans les années 1960, Joe Plumeri (en), futur président du conseil d’administration de Willis Group Holdings et propriétaire du Trenton Thunder, qui fait par la suite don de 2 millions de dollars pour la construction du Plumeri Park (en), le stade de l’équipe, joue dans l’équipe de baseball en tant que joueur de deuxième base et de champ extérieur. Il finance également le Fonds de dotation Joseph J. Plumeri, qui octroie des bourses de baseball destinées à l’école.
L’équipe de baseball s’est qualifiée pour les championnats de la division 1 de la NCAA en 1983, 2001, 2013 et 2016.

### Football
L'équipe de football a remporté douze championnats de conférence. En tant que membre de la Southern Conference, W & M est champion ou co-champion en 1942, 1947, 1966 et 1970. Dans les années 1960, Joe Plumeri joue dans l'équipe comme halfback sous la direction de Lou Holtz (en).
Après avoir rejoint la Yankee Conference, ancêtre de la Colonial Athletic Association, la Tribe remporte la division Mid-Atlantic en 1993 et le titre de championne en conférence en 1996. Après la fusion de la conférence Yankee en 1997 avec l'Atlantic 10 Conference, William & Mary est co-champion en 2001 et 2004. Après que la Colonial Athletic Association ait commencé à régir le football lors de la saison 2007, ils sont co-champions en 2010 et en 2015.
En 2004, William et Mary se qualifie pour les demi-finales nationales de la division I-AA avant de finalement tomber face à leur rivaux, les Dukes de l'université James Madison.
En 2008, la Tribe joue contre les Spiders de Richmond, à domicile, lors du tout dernier match de la saison. Bien que Richmond soit assuré d'avoir une place en séries éliminatoires, après avoir joué et gagné un match supplémentaire en raison d'un calendrier de 12 matchs cette année-là (William & Mary n'a disputé que 11 matchs), W & M est entrée dans le jeu en recherchant une victoire pour s'assurer une place en séries éliminatoires. Ils perdent de 14 points en début de quatrième quart, mais font une remontée (en grande partie grâce à Derek Cox (en)) pour faire passer le match en prolongation. Ils perdent après que Richmond bloque une tentative de field goal, puis en réussit lors de sa possession. En ne réussissant pas à vaincre les Spiders, William & Mary rate les playoffs.
En 2009, la Tribe affronte les Cavaliers de la Virginie lors du match d'ouverture des deux écoles à Charlottesville pour la première fois depuis 1986. Ils surprennent les Cavaliers 26 à 14. Il s’agit de la deuxième victoire de William & Mary contre la Virginie en autant de confrontations. Ils terminent l'année avec un bilan de 11-3, après être arrivé en demi-finale nationale, qui s'est soldée par une défaite 14-13 contre le rival de la CAA et futur champion, les Wildcats de Villanova.

## Anciens élèves notables
Parmi les diplômés notables des programmes sportifs, mentionnons
- Jon Stewart - animateur de télévision.
- Adin Brown (en) - joueur de football (MLS).
- Mike Leach (en) - long snapper (Titans, Broncos et Cardinals).
- Buster Ramsey (en) - joueur et entraîneur de football américain (Cardinals de Chicago comme joueur et HC des Bills de Buffalo).
- Darren Sharper - vainqueur du Super Bowl XLIV avec les Saints de La Nouvelle-Orléans.
- Mike Tomlin - entraîneur-chef des Steelers de Pittsburgh depuis 2007.
- Bill Chambers (en) - joueur et entraîneur de basket-ball (entraîneur-chef du Tribe de 1957 à 1966).
- JD Gibbs (en) - coureur de stock-car.
- Steve Christie (en) - kicker des Bills de Buffalo de 1992 à 2000.
- Wade Barrett - joueur de football (MLS).
- Jill Ellis - HC de l'équipe des États-Unis féminine de football.
- Derek Cox - cornerback des Jaguars de Jacksonville et des Chargers de San Diego.
- Terry Tarpey III, joueur franco-américain de basket-ball.